# Euplectrus milii
Euplectrus milii är en stekelart som beskrevs av Jean Risbec 1951. Euplectrus milii ingår i släktet Euplectrus och familjen finglanssteklar.
Artens utbredningsområde är Senegal. Inga underarter finns listade i Catalogue of Life.